# The Bridge (película de 2017)
The Bridge es una película nigeriana de 2017 producida y dirigida por Kunle Afolayan.

## Sinopsis
El príncipe de una familia real decide casarse con una dama de un hogar adinerado pero sus padres no están de acuerdo con su relación debido a las diferencias tribales. Debido a esto contraen matrimonio en secreto, aunque su decisión cambiará por completo sus vidas.

## Elenco
- Chidinma como Stella Maxwell
- Demola Adedoyin como Obadore Adeyemi
- Kunle Afolayan como Jire
- Zack Orji como Dominic Maxwell
- Tina Mba como Mrs. Maxwell
- Prof. Ayo Akinwale como Obe Adeyemi
- Binta Ayo Mogaji como Olori Omolade
- Ken Erics como Augustine
- Peter Johnson como Pascal
- Akinruli Akinola como Arinze